# Rhinelander
Rhinelander es una ciudad ubicada en el condado de Oneida en el estado estadounidense de Wisconsin. En el Censo de 2010 tenía una población de 7.798 habitantes y una densidad poblacional de 349,89 personas por km².

## Geografía
Rhinelander se encuentra ubicada en las coordenadas 45°38′10″N 89°25′32″O / 45.63611, -89.42556. Según la Oficina del Censo de los Estados Unidos, Rhinelander tiene una superficie total de 22.29 km², de la cual 21.6 km² corresponden a tierra firme y (3.09%) 0.69 km² es agua.

## Demografía
Según el censo de 2010, había 7.798 personas residiendo en Rhinelander. La densidad de población era de 349,89 hab./km². De los 7.798 habitantes, Rhinelander estaba compuesto por el 95.24% blancos, el 1.03% eran afroamericanos, el 1.18% eran amerindios, el 0.74% eran asiáticos, el 0.01% eran isleños del Pacífico, el 0.19% eran de otras razas y el 1.6% pertenecían a dos o más razas. Del total de la población el 1.33% eran hispanos o latinos de cualquier raza.